# Делэйни, Рон
Ро́нальд Майкл Делэ́йни (англ. Ronald Michael Delany, род. 6 марта 1935, Арклоу, Ленстер) — ирландский легкоатлет, олимпийский чемпион 1956 года в беге на 1500 метров. Один из 6 олимпийских чемпионов в истории Ирландии.

## Биография
Когда Рону было 6 лет, его семья переехала в Дублин, где он и начал заниматься бегом в местном клубе Crusaders Athletics Club под руководством Джека Суини. Затем Делэйни учился в американском университете Вилланова в пригороде Филадельфии, где тренировался под руководством известного тренера Джамбо Эллиотта, воспитавшего несколько олимпийских чемпионов. Первым успехом юного Рона стало попадание в финал чемпионата Европы 1954 года в Берне на дистанции 800 м.
В 1956 году 21-летний Рон отобрался на Олимпийские игры в Мельбурне, где выступил на дистанции 1500 м. В полуфинальном забеге Делэйни финишировал третьим и попал в финал, где фаворитом считался австралиец Джон Лэнди, действующий рекордсмен мира в беге на 1 милю (1609 м). Рон держался за австралийцем до последнего круга, после чего ускорился на финише и вырвал победу с новым олимпийским рекордом — 3 мин 41,2 сек. Вторым стал немец Клаус Рихтценхайн, отставший на 0,8 сек, столько же проиграл Рону занявший третье место Джон Лэнди. После победы Рон отправил открытку своему первому тренеру Джеку Суини со словами «Мы сделали это!» (англ. We did it).
Олимпийское золото Делэйни стало первым для Ирландии с 1932 года, когда в Лос-Анджелесе олимпийскими чемпионами стали Боб Тисдолл (400 метров с/б) и Пэт О’Кэллаган (метание молота). Следующего же золота ирландцам пришлось ждать ещё 36 лет, пока на Олимпиаде 1992 года в Барселоне его не выиграл боксёр Майкл Кэррат. В лёгкой атлетике же победа Делэйни остаётся последней для Ирландии вот уже более 60 лет.
Среди прочих достижений Делэйни можно отметить бронзу на чемпионате Европы 1958 года в Стокгольме на дистанции 1500 м, 4 победы на чемпионатах Ирландии, победу на летней Универсиаде 1961 года на дистанции 800 метров. В 1960 году Делэйни принял участие в Олимпиаде в Риме на дистанции 800 м, но не сумел пробиться в финальный забег. Делэйни продолжил свои выступления в Северной Америке, несколько раз победив на главных студенческих соревнованиях. Успешно Рон выступал и в помещениях, установив несколько мировых рекордов в беге на 1 милю.
В дальнейшем Делэйни занимался консультативным бизнесом в области маркетинга.
В 2006 году Дублинский университетский колледж присвоил Делэйни почётную степень доктора юридических наук.